# Жульєн (кулінарія)
Жульєн (фр. julienne) — спосіб нарізання овочів тонкою соломкою. На пострадянському просторі цим словом також називають теплі закуски, приготовані на основі вершкового соусу (бешамель).

## Жульєн у сучасній кулінарії
У сучасній кулінарії цей термін означає холодну обробку (нарізання) овочів для супу чи соусу. Це надає ніжнішу консистенцію чи скорочує час на приготування страви з молодих овочів чи паростків. Фактично, жульєн — це спосіб нарізання соломкою, або тонкими кільцями, залежно від виду овочів.

## Страви «жульєни»
Страви, в основу яких взято цей спосіб нарізання, також називають жульєнами (наприклад, суп-жульєн). Зазвичай у назвах цих страв також уточнюють основний інгредієнт (наприклад, салат «Жульєн з грибами»).
У пострадянській кулінарії жульєн також став окремою стравою. Її готують з грибів (курятини, морепродуктів тощо), які запікають у вершках чи бешамелі, під сиром. Їх готують і подають порційно, у спеціальних невеликих формочках — кокотницях.[джерело?]